# مکس شفر
مکس شفر (آلمانی: Max Schäfer; ۱۷ ژانویهٔ ۱۹۰۷ – ۱۵ سپتامبر ۱۹۹۰) بازیکن و مربی فوتبال اهل آلمان بود.
از باشگاه‌هایی که در آن بازی کرده‌است می‌توان به باشگاه فوتبال مونیخ ۱۸۶۰ اشاره کرد.
وی همچنین در تیم ملی فوتبال آلمان بازی کرده‌است.